# La Tentation d'Ève
Pour les articles homonymes, voir La Tentation.

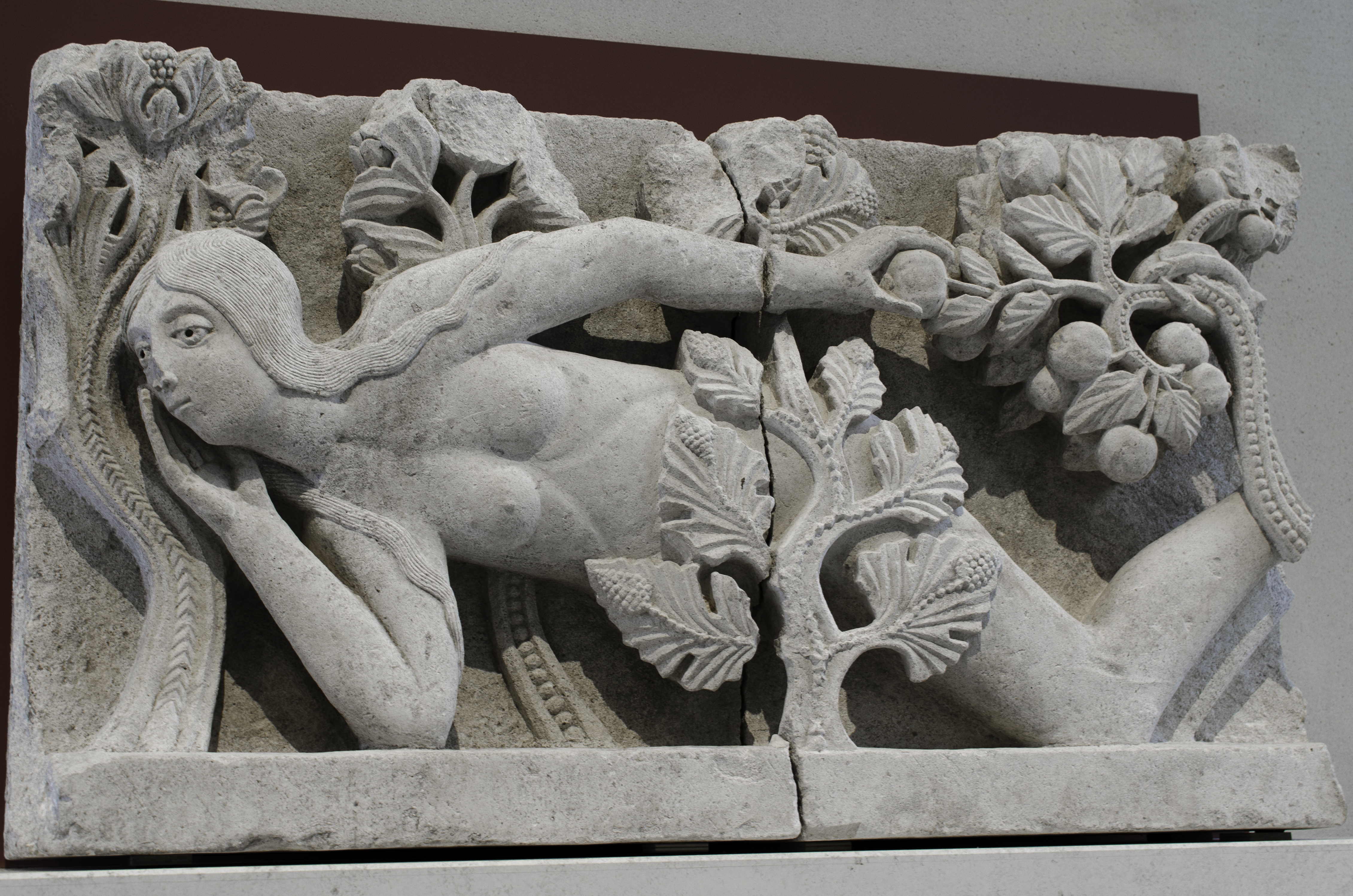
Attribuée à Gislebert, La Tentation d'Ève (vers 1130), bas-relief, Autun, musée Rolin.

La Tentation d'Ève est une sculpture médiévale représentant une femme nue couchée, Ève, se saisissant d'un fruit sur une branche tenue par une main griffue. Ce bas-relief, attribué au sculpteur Gislebert, ornait le linteau du portail est de la cathédrale Saint-Lazare d'Autun. Il est daté de 1130 environ. Il est démonté en 1766, ainsi que le reste du linteau et le tympan du portail, le Tombeau de saint Lazare, le Jubé (1743) et tout l'espace du chœur. Depuis 1935, La Tentation d'Ève est classée au titre des monuments historiques. Cette œuvre est conservée à Autun au musée Rolin.

## Description

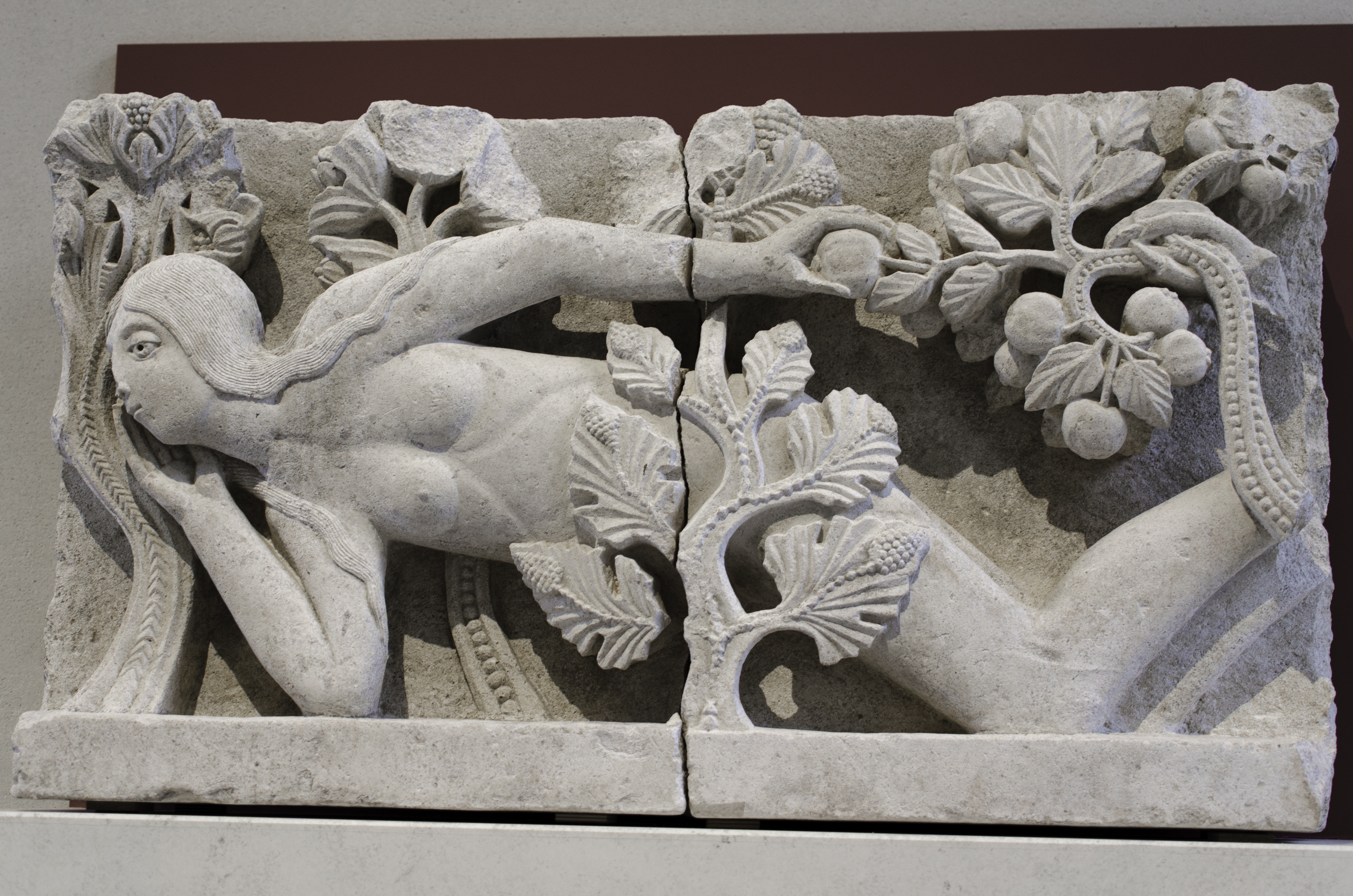
Attribuée à Gislebert, La Tentation d’Ève (vers 1130), bas-relief, Autun, musée Rolin.

Le bas-relief, aujourd'hui incomplet, illustre une scène issue de la Genèse. Il représente Ève couchée, le corps ondulant dans une posture sensuelle, juste au moment qui précède la consommation du péché originel.
Ève tend la main dans son dos, saisissant le fruit défendu de l'Arbre de la connaissance du bien et du mal. À droite se trouve l'arbre de la connaissance, ainsi que la main griffue de Satan (dont la représentation complète a disparu) représentant la force qui pousse l'humanité au Mal. Le visage d'Ève est traité en deux à-plats à angle quasi-droit sur l'arête du nez. À l'origine, les yeux étaient probablement garnis d'une bille de verre bleu foncé comme les sculptures du tympan principal. L'arbre qui pousse devant elle, cachant son sexe, pourrait avec ses fruits répartis sur des branches symboliser sa descendance.
Adam, qui se trouvait à gauche, a également disparu. Ève se saisit du fruit, derrière elle, sans regarder, le visage tourné vers son compagnon.
C'est une des premières représentations d'une femme nue d'aussi grande taille et à un emplacement aussi important dans la statuaire médiévale.
Il existe un moulage en plâtre de ce bas-relief au musée des monuments français de Paris.

### Restauration
En 2016, La Tentation d'Ève a été restaurée au Centre de recherche et de restauration des musées de France, après un appel public aux dons sur la plateforme Ulule.
La restauration s'est principalement effectuée en retirant par micro-abrasion la couche noirâtre qui recouvrait une grande partie du bas-relief, dont l'étude a montré qu'elle avait été ajoutée entre le début du XVIe siècle et sa déposition en 1766. Exposée quelques mois au musée du Louvre, La Tentation d'Ève a rejoint le musée Rolin, où elle était traditionnellement conservée, début 2017.

Le bas-relief avant la restauration de 2016
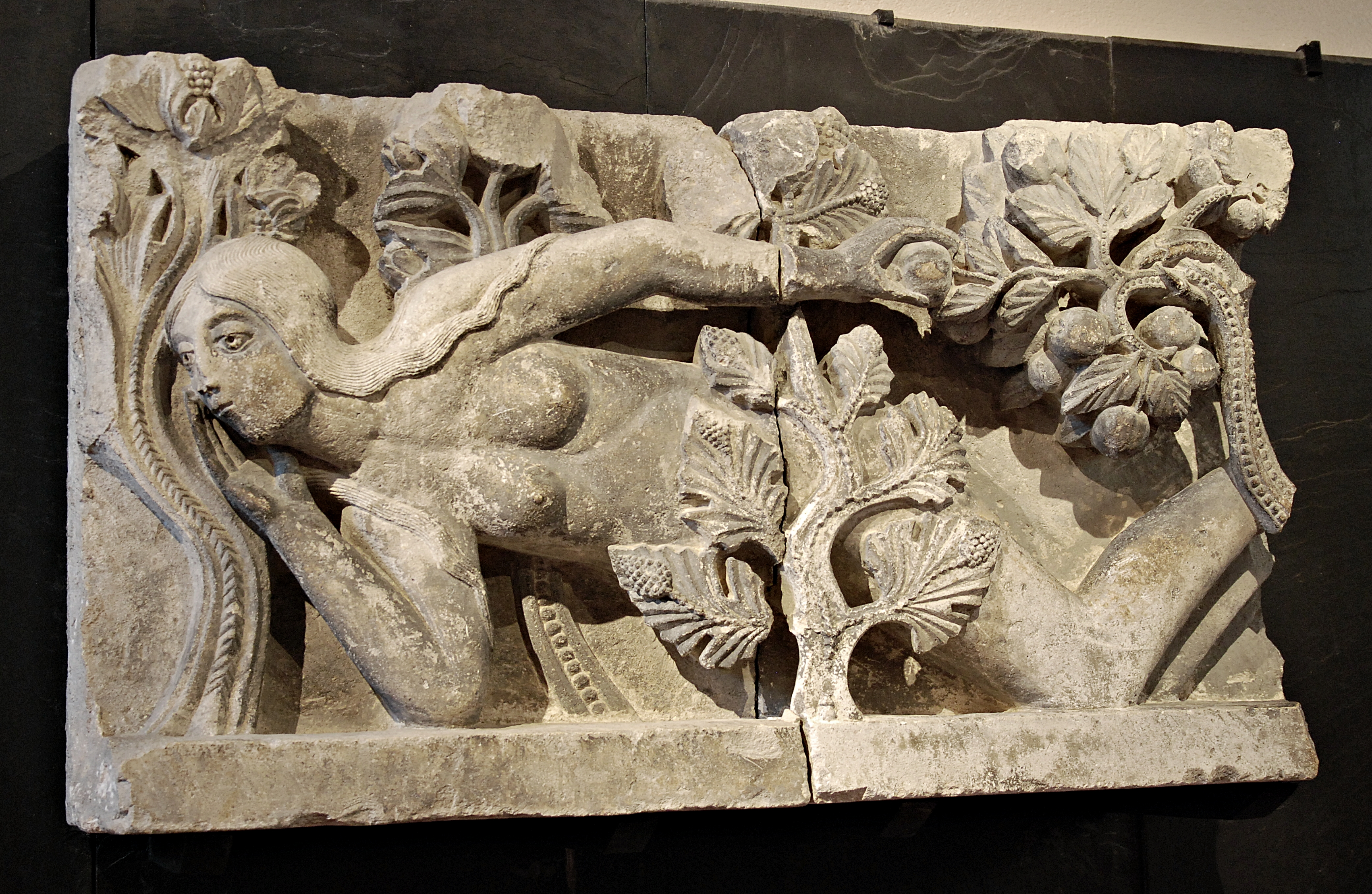
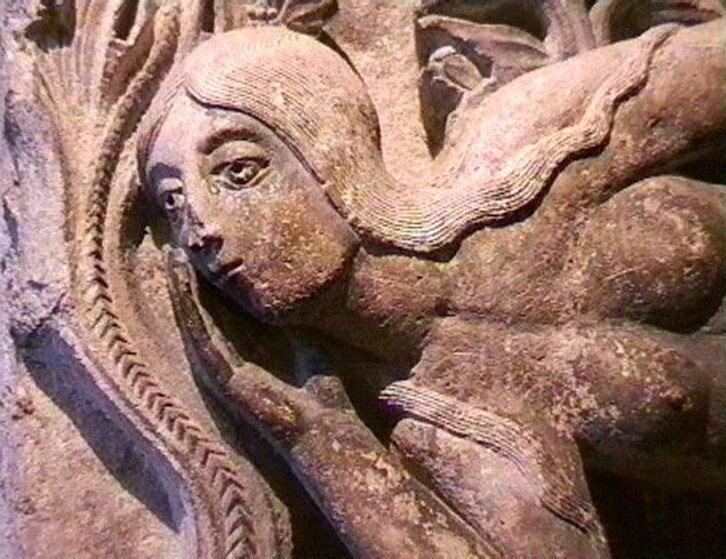
Détail.
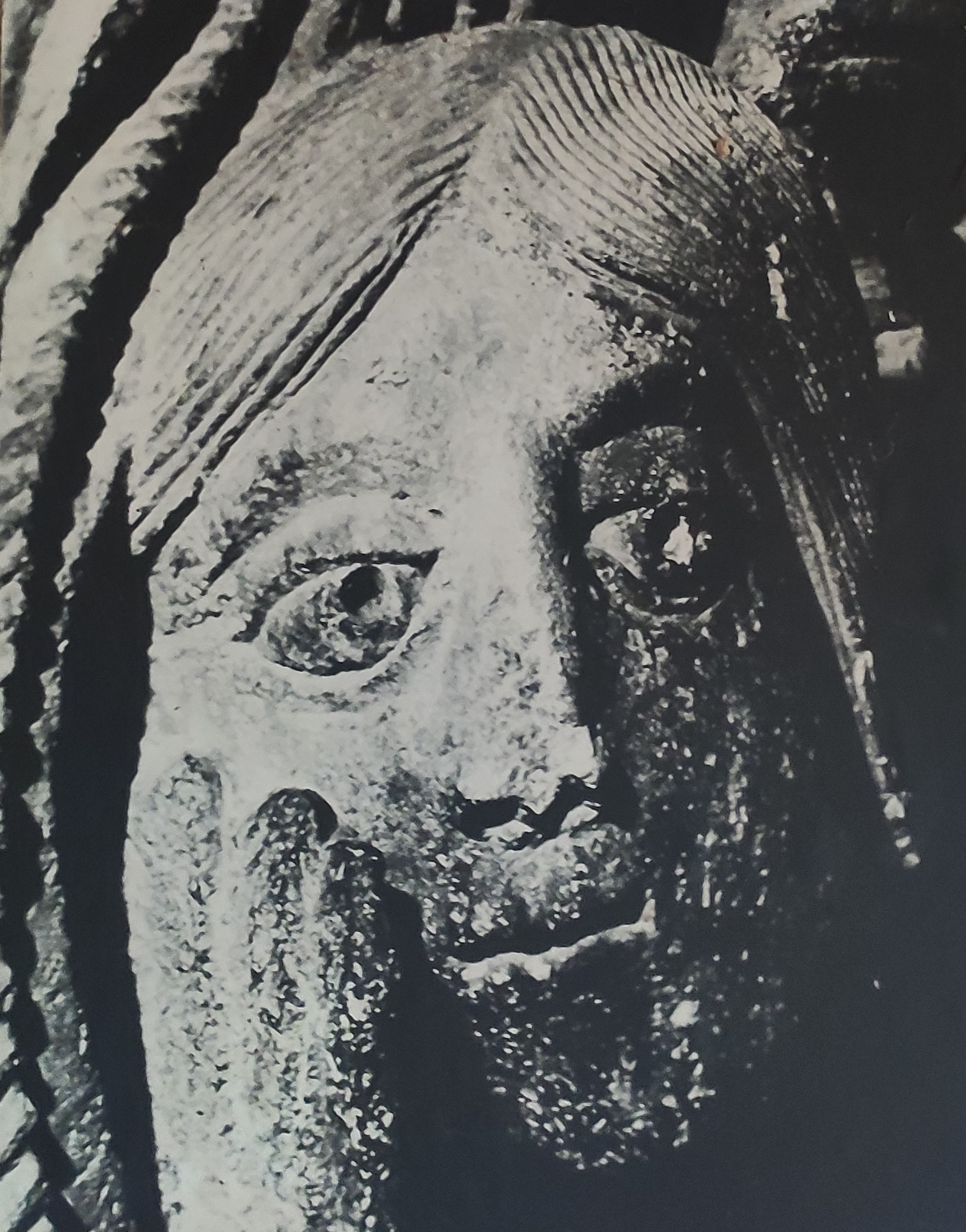
Détail

Le bas-relief, après la restauration de 2016
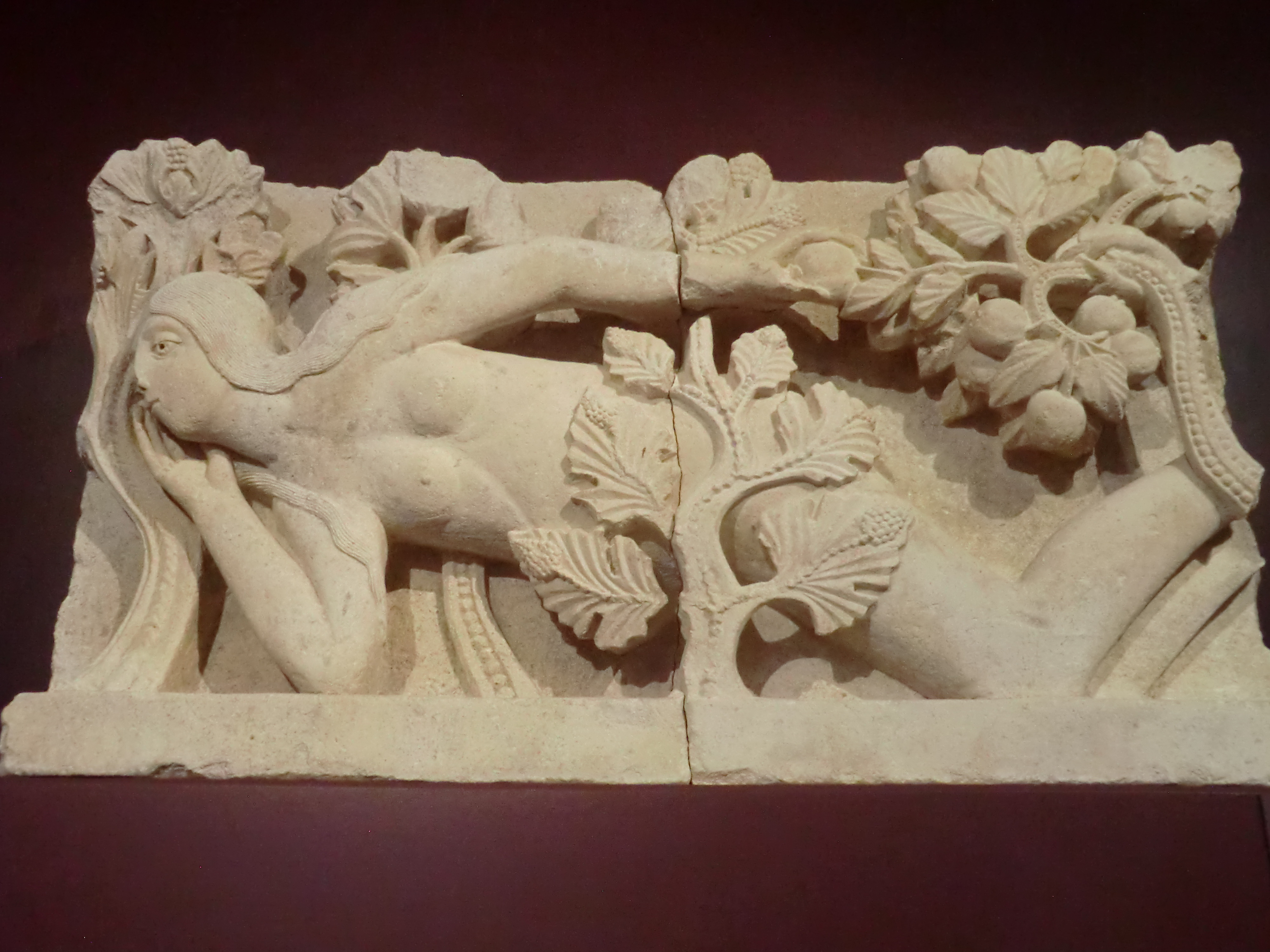
Vue d'ensemble.
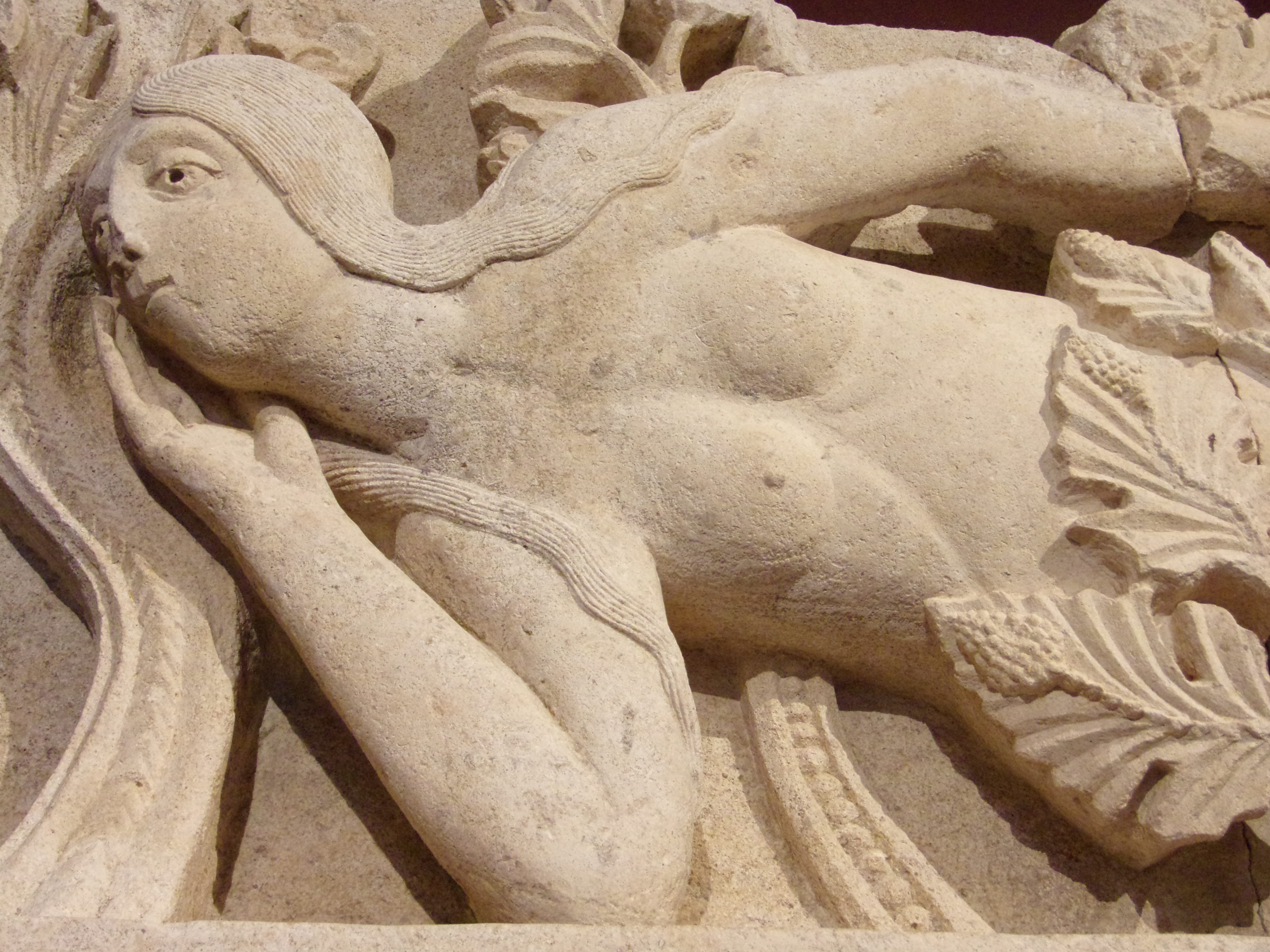
Détail.
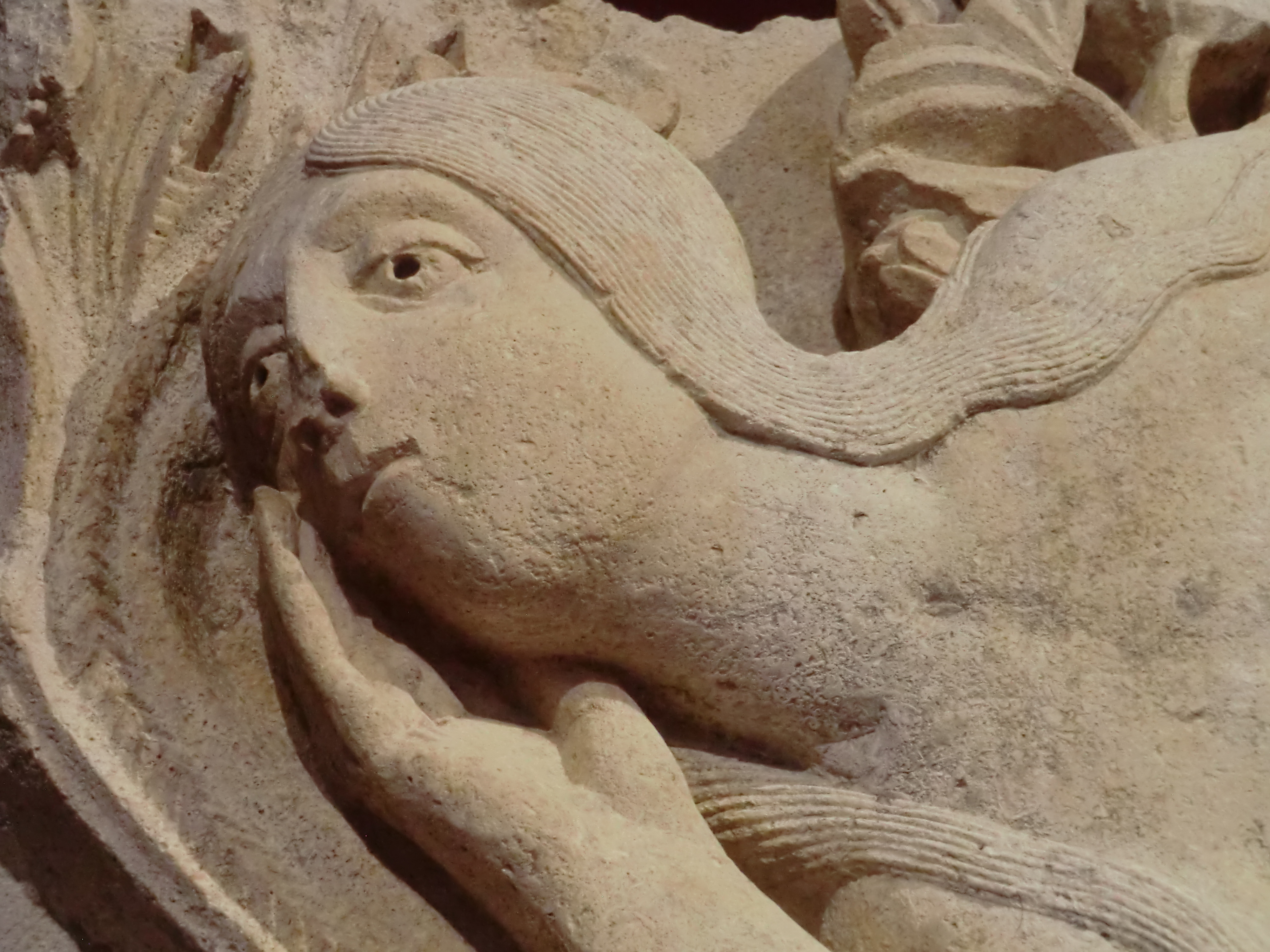
Détail.

## Attribution
Cette sculpture est attribuée à un dénommé Gislebert comme le tympan de la cathédrale Saint-Lazare d'Autun, représentant le Jugement dernier. En effet celui-ci comporte, au pied du Christ, la mention latine « Gislebertus hoc fecit » (« Gislebert a fait ça »), qui n'est pas forcément une signature. On sait que la mention traditionnelle « Cesar pontem fecit » ne se traduit pas par « César a fait ce pont », mais par « César a fait construire ce pont ».

## Redécouverte
La sculpture conservée à Autun n'est que la partie centrale de l'œuvre originale. Après sa déposition, en 1766, les chanoines du XVIIIe siècle, peu sensibles aux beautés de l'art médiéval,, vendirent cette partie centrale comme pierre de construction. Elle a été brisée en deux blocs destinés à la décoration de la façade de l'hôtel Dorsenne, place du Champ de Mars (aujourd'hui rue Jean-et-Bernard-de-Lattre-de-Tassigny). Sa trace a ensuite été perdue. Cent ans plus tard, le bas-relief est retrouvé par hasard par l'architecte Jean Roidot-Houdaille dans un pan de mur d’une maison particulière en cours de rénovation à Autun. Elle est vendue par les héritiers de Roidot à l'abbé Terret, membre de la Société éduenne, en 1910. Cédée à cette société, elle arrive finalement dans les collections de l'hôtel Rolin le 19 juillet 1935.
La possible localisation des deux autres morceaux manquants est l'objet de spéculations ; toutefois, le musée Rolin expose un Fragment de la tête du diable, formellement identifié comme élément du linteau de la Tentation d'Ève.

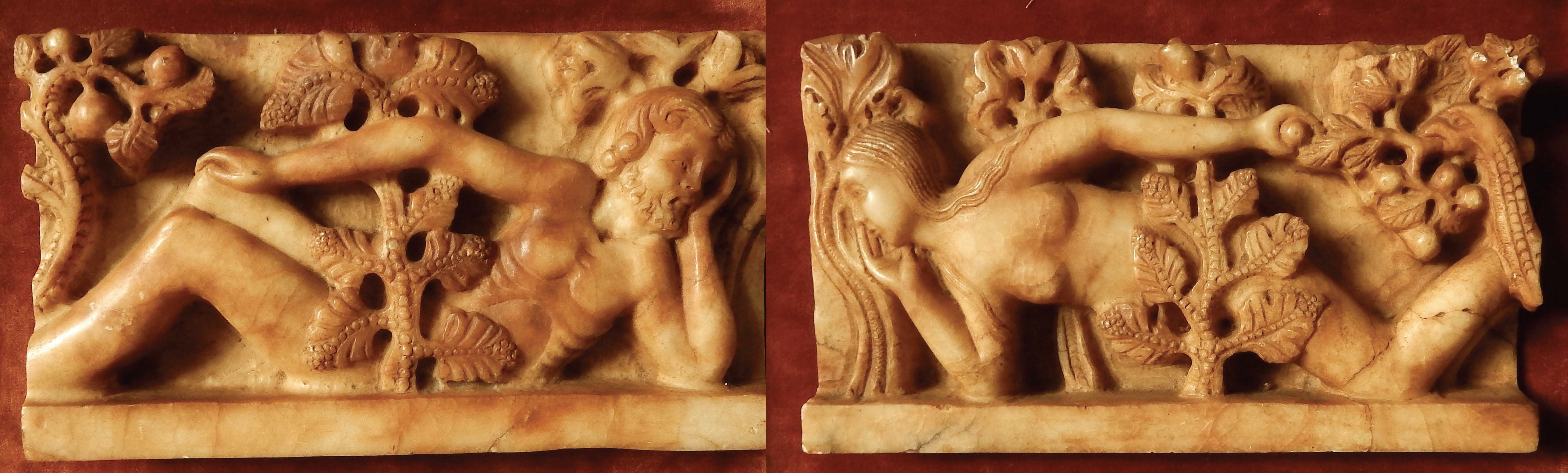
Adam et Ève, fondation Yuko Nii

En 2016, la fondation Yuko Nii (en), à Brooklyn, a exposé un bas-relief en albâtre présenté comme une copie médiévale de la sculpture, qui inclut la représentation d'Adam.

## Expositions
- Ève ou la folle tentation, Autun, musée Rolin, du 23 juin au 15 octobre 2017.

### Filmographie
- La Tentation d'Ève, film documentaire de Saskia Walker, Allemagne, 2003, 26 min, WDR. Ce court métrage documentaire a été projeté par la chaîne de télévision Arte, le samedi 1er mai 2004.